# Aýna
Aýna község Spanyolországban, Albacete tartományban. Lakosainak száma 608 fő (2024).

## Földrajza
Aýna Alcadozo, Liétor, Elche de la Sierra, Molinicos, Bogarra és Peñascosa községekkel határos.

## Népesség
A település lakosságának változását az alábbi diagram mutatja:
| Lakosok száma | 936  | 943  | 877  | 827  | 806  | 719  | 690  | 616  | 582  | 608  |
|               | 2001 | 2004 | 2006 | 2009 | 2011 | 2014 | 2016 | 2019 | 2021 | 2024 |